# Шуде
Шуде (фр. Chouday) насеље је и општина у централној Француској у региону Центар (регион), у департману Ендр која припада префектури Исуден.
По подацима из 2011. године у општини је живело 158 становника, а густина насељености је износила 5,27 становника/km². Општина се простире на површини од 30 km². Налази се на средњој надморској висини од 161 метар (максималној 164 m, а минималној 136 m).

## Демографија
| 1962. | 1968. | 1975. | 1982. | 1990. | 1999. | 2011. |
| ----- | ----- | ----- | ----- | ----- | ----- | ----- |
| 149   | 191   | 165   | 137   | 143   | 153   | 158   |

График промене броја становника у току последњих година